# Trente-sept éléments de l'Éveil
Les Trente-sept éléments de l'Éveil (pāli : sattatiṃsā bodhipakkhiyā dhammā) sont, dans le bouddhisme, les éléments qui mènent le pratiquant à l'Éveil ou à l'atteinte de l'état de nirvāṇa.
Ces qualités ou vertus sont divisées en sept groupes, qui figurent dans différents textes du Canon pali, et sont commentées notamment dans le Visuddhimagga de Buddhaghosa.

## Les sept groupes
Les formulations qui suivent sont en parties reprises de Philippe Cornu.

### 1. Les quatre fixations de l'attention (satipaṭṭhāna)
1. L'attention au corps;
2. L'attention aux sensations;
3. L'attention à  l'esprit impermanent;
4. L'attention aux formations mentales.

### 2. Les quatre abandons parfaits (sammappadhana)
Ces éléments sont aussi appelés « efforts parfaits » ou « exercices justes ».
1. Abandonner ce qui est immoral et déjà produit;
2. Abandonner ou rejeter ce qui est immoral et non encore produit;
3. Accroître ce qui est vertueux et déjà produit ;
4. Développer ce qui est vertueux et non encore produit.

### 3. Les quatre membres miraculeux(iddhi-pāda)
1. La volonté d'avoir des pouvoirs miraculeux;
2. La persévérance ou l'effort pour atteindre l'objectif;
3. La fixation de l'esprit sur un seul point;
4. La vision intérieure correcte.

### 5. Les cinq facultés ou pouvoirs (indriya)
1. Faculté de foi, ou conviction / sanskrit : śraddhendriya );
2. Faculté de vigueur / sanskrit : vīrindriya ;
3. Faculté d'attention ou de vigilance / sanskrit : smrtīndriya ;
4. Faculté de concentration / sanskrit : samādhīndriya ;
5. Faculté de sagesse / sanskrit : prajñendriya

### 6. Les cinq forces (bala)
1. La foi en l'enseignement du Bouddha, qui vainc les vues fausses ;
2. La persévérance dans la pratique, qui vainc le manque d'énergie et les non-vertus ;
3. L'attention qui vient à bout des distractions ;
4. Le recueillement profond de l'esprit, qui dissipe les passions ;
5. La compréhension claire des quatre nobles vérités.

### 7. Les sept facteurs de l'éveil (bojjhaṅga)
On les appelle facteurs de l’éveil parce qu'ils conduisent à l'éveil (Samyutta Nikāya, XLVI .5). On peut les atteindre au moyen des quatre applications de l'attention décrites dans lesatipaṭṭhāna sutta.
1. L'attention : sati ;
2. L'investigation et l'analyse des phénomènes et de la Loi : Dhamma vicaya (en) ;
3. La persévérance et l'effort : viriya ;
4. La joie éprouvée : pīti ;
5. La tranquillité : passaddhi ;
6. La concentration : samādhi ;
7. L'équanimité ou regard neutre : upekkhā.

### 7. L'octuple chemin
1. La vision correcte ;
2. La pensée correcte ;
3. Les paroles correctes ;
4. Les actions correctes ;
5. La profession correcte ;
6. La persévérance correcte ;
7. L'attention correcte ;
8. Le recueillement correct.